# Endless Space
Endless Space é um jogo eletrônico de estratégia baseado em turnos 4X para computador, desenvolvido e publicado pela Amplitude Studios, lançado em 4 de julho de 2012 para Microsoft Windows e em 31 de agosto de 2012 para Mac OS X. No jogo, o jogador controla civilizações fictícias na era espacial, expandindo suas influências por colonizações e conquistas. Endless Space vendeu mais de 1 milhão de unidades e ganhou o prêmio Unity Golden Cube em 2013. A sequência do jogo, Endless Space 2, foi lançada em 2017.

## Visão geral
Em Endless Space, o jogador escolhe uma dentre dez civilizações únicas, ou pode escolher criar a sua própria, para expandir seu império interestelar e conquistar a galáxia. Para vencer, o jogador deve ser o primeiro a atender aos requisitos de certas condições de vitória, como vitórias econômicas, diplomáticas, expansionistas ou por supremacia.
O jogo se desenrola em um mapa galático gerado aleatoriamente com espaço para até oito jogadores/IA por jogo. Os jogadores colonizam diferentes sistemas estelares, que por sua vez contêm até seis planetas. Os sistemas estelares são conectados por meio de uma série de cordas cósmicas que permitem que as naves viajem rapidamente entre os sistemas vizinhos. Além disso, unidades heróicas podem ser recrutadas para atuar como administradores de sistema ou almirantes de frota, que fornecem bônus dependendo de suas características que podem ser aumentadas ainda mais. As batalhas acontecem em um ambiente quase em tempo real, semelhante a uma pedra-papel-tesoura .
O jogo possui compatibilidade total com o cenário de modding e também possui modo multijogador.

### Ambientação
O jogo se passa aproximadamente em 3000 AD, dezenas de milhares de anos após a extinção de uma civilização avançada conhecida como the Endless. Os principais impérios da galáxia buscam controlar e explorar a tecnologia da antiga civilização Endless para seus próprios interesses.
- United Empire - Um governo humano totalitário operando sob uma combinação de governo corporativo e monarquia feudal, voltado para a supremacia galática.
- Pilgrims - Uma facção de humanos exilados e rebeldes do United Empire, unidos em seu desejo de liberdade e veneração quase religiosa dos Endless.
- Horatio - Uma espécie de clones derivada do trilionário humano megalomaníaco Horatio, que se vê como uma raça superior e deseja "embelezar" o universo, povoando-o com mais de sua espécie.
- Sophons - Uma espécie diminuta e altamente avançada de cientistas e engenheiros que busca desvendar os segredos do universo.
- Cravers - Uma espécie de ciborgues vorazes originalmente criados como uma arma biológica pelos Endless. Seu único objetivo é expandir, consumir e destruir.
- Amoeba - uma espécie de formas de vida amebóides altamente evoluídas e pacíficas, valorizando toda a vida e buscando comércio e diplomacia.
- Hissho - Um império de guerreiros tribais aviários em busca de conquista e glória.
- Sowers - Uma rede de robôs de terraformação, criada pelos Endless para tornar a galáxia adequada para habitação, que nunca parou de realizar sua tarefa original.
- Sheredyn - os guarda-costas reais e as forças especiais do United Empire, que mais tarde se separaram e se tornaram sua própria facção. (Adicionado em Emperor Edition).
- Automatons - Uma facção robótica criada quando o Pó (Dust) induziu a senciência na tecnologia abandonada de uma civilização extinta. (Adicionado em Rise of the Automatons).
- Harmony - Formas de vida cristalinas que existiram desde o início do universo, quebradas de uma única entidade em vários indivíduos pela exposição ao Pó (Dust). Vendo o Pó (Dust) como uma praga terrível, eles procuram erradicá-lo do universo a qualquer custo. (Adicionado em Disharmony).
- Vaulters - Uma cultura humana que escapou recentemente do planeta moribundo Auriga, do jogo Endless Legend, e agora busca um novo lar entre as estrelas. (Adicionado em Vaulters).

## Jogabilidade
Endless Space é um jogo de estratégia baseado em turnos ambientado em 3000 DC, onde cada jogador (até um máximo de oito por jogo) representa o líder de um dos nove impérios interestelares únicos. Um jogador também pode escolher criar sua própria civilização única, selecionando uma série de características diferentes que correspondem à atributos militares, científicos, diplomáticos, unidades heróicas e assim por diante. Cada jogador deve guiar seu império ao longo de centenas, senão milhares, de anos até a conquista diplomática, científica ou militar, tentando atender aos requisitos de várias condições de vitória diferentes. O jogo se passa em uma galáxia gerada aleatoriamente, que pode mudar de tamanho e forma, dependendo de como o jogador escolhe gerá-la. Cada jogador começa com sua capital em um sistema colonizado que está conectado a outros sistemas por meio de links cósmicos, que atuam como rotas de viagem para naves estelares. Os jogadores também podem pesquisar novas tecnologias a partir de quatro árvores de pesquisa diferentes, representando forças armadas, ciência, expansão/exploração e diplomacia. A pesquisa desbloqueia novos tipos de naves, melhorias planetárias, modificadores de estatísticas (para heróis ou planetas), novos métodos de viagem que não dependem de links cósmicos e muito mais. Conforme os jogadores expandem seu império, eles ganham acesso a recursos estratégicos e luxuosos, que podem ser usados para atualizar naves, construir melhorias e negociar com outros jogadores. Recursos estratégicos são usados principalmente para realizar upgrade de componentes de seu império, enquanto recursos de luxo são usados principalmente para comércio e manutenção do índice de aprovação de seu império.
O jogo usa quatro recursos básicos para gerenciar sua economia: Alimentos (Food), Indústria (Industry), Pó (Dust) e Ciência (Science) ou FIDS. O pó é uma substância que sobrou da civilização Endless, usada como moeda. Os jogadores devem equilibrar FIDS para expandir rapidamente seu império, construir naves e pesquisar tecnologias avançadas. Além disso, um FIDS mais baixo ou desequilibrado em todo o seu império resulta em um índice de aprovação baixo. Um alto índice de aprovação fornece bônus para a eficiência da produção, enquanto um baixo índice de aprovação pode reduzir drasticamente a eficiência, tornando-o incrivelmente difícil de avançar. Um controle deslizante de taxa de imposto também pode ser ajustado para alterar a classificação de aprovação, mas impostos mais baixos resultam em um fluxo de receita menor de Pó.
As unidades heróicas podem ser recrutadas usando o Pó, para atuar como comandantes de frota ou administradores de sistema. Cada unidade heróica é única e oferece dois bônus exclusivos, que podem ser aumentados ainda mais. Três unidades heróicas são selecionadas aleatoriamente de um conjunto exclusivo de cada império e novas unidades deste tipo estão disponíveis para compra a cada cinquenta turnos.

### Combate espacial
As batalhas de frota interestelar acontecem em um ambiente quase em tempo real, semelhante a um jogo complexo de pedra-papel-tesoura. Cada cena de batalha ocorre em três estágios de combate: combates de longo alcance, médio alcance e combate corpo a corpo, com diferentes tipos de armas e sistemas de nave com desempenho melhor ou pior conforme as frotas aumentam em proximidade física ao longo do tempo. As frotas são emitidas com até três 'cartas' diferentes, uma para cada estágio de combate, que representam as ordens gerais da frota, em categorias como ataque, defesa, tática, sabotagem e engenharia. Cada carta tem uma determinada função, como aumentar o dano das armas da frota em uma certa quantidade (uma carta de 'ataque'), no entanto, algumas cartas podem contra-atacar cartas opostas, como no caso de uma carta de 'ataque' jogada contra as 'táticas' de um inimigo durante o combate de longo alcance, onde a carta de ataque fornece uma melhoria de dano direta enquanto a carta de tática fornece uma melhoria de dano, mas enfraquece as defesas da frota de forma correspondente - o aumento de dano da carta de ataque contra golpeia as defesas enfraquecidas da carta de tática, e a frota atacante, portanto, ganha um bônus adicional considerável para danos durante o combate de longo alcance. Nenhum microgerenciamento de combate tradicional ocorre durante essas batalhas, embora o jogador em vez disso fique focado em termos da composição da frota e na tentativa de prever e contra-atacar as prováveis jogadas de 'cartas' da frota inimiga com base em como o combate se desenrolou até agora. Cartas mais avançadas ou especializadas também podem ser desbloqueadas por meio de pesquisas ou treinamento avançado disponível para comandantes experientes. O tamanho e a composição da frota desempenham um papel muito importante, como determinar a eficácia do combate (quando, por si só, a carta de ataque é jogada) e a capacidade de manobra. Frotas com unidades heróicas atribuídas a elas também podem receber bônus. Durante as batalhas, a câmera é por padrão colocada em modo cinematográfico, mas um modo de câmera livre também está disponível.

### Condições de vitória
Um jogador ganha o jogo quando atinge os requisitos para uma série de condições de vitória, listadas abaixo:
- Expansão: conquistar 75% ou mais do universo colonizado
- Científica: pesquisar "Pan-Galactic Society", o nó final e extremamente caro da árvore de aprimoramentos de tecnologia científica.
- Econômica: alcançar um certo nível de receita acumulada de Pó.
- Diplomática: adquirir Pontos Diplomáticos suficientes (interagindo diplomaticamente com outras facções).
- Supremacia: capturar o mundo natal de todos os outros jogadores.
- Maravilha': reconstruir pelo menos cinco maravilhas Endless.
- Pontuação: alcançar a maior pontuação total até o limite de turnos da partida.

## Lançamento
Endless Space foi disponibilizado para pré-compra em 2 de maio de 2012, no Steam. Os clientes que encomendaram o jogo receberam acesso à versão alfa atual daquele momento e versões beta posteriores antes do lançamento. Além disso, os clientes que fizerem a pré-compra poderiam fornecer informações sobre o desenvolvimento do jogo, por meio de um recurso chamado Games2Gether. O jogo foi lançado em 4 de julho de 2012 em duas plataformas de distribuição digital  Steam e GamersGate. Ele veio em duas edições especiais: uma edição "Admiral" contendo a trilha sonora original e um emblema do fórum e uma edição especial "Emperor" contendo o conteúdo da edição Admiral, bem como um pacote de skins para naves e um herói Endless.

## Atualizações
- The Rise of the Automatons: lançado em 26 de outubro de 2012, este add-on gratuito adicionou uma nova facção votada pela comunidade "The Automatons", uma raça semelhante a uma máquina. O add-on também trouxe uma nova rota comercial e sistema de gerenciamento de império, bem como melhorias no sistema de heróis, diplomacia e IA.[12]
- Echoes of the Endless: lançado em 1 de dezembro de 2012, este segundo add-on gratuito apresenta novas recompensas de exploração, eventos aleatórios interativos, maravilhas naturais "Endless" e mais vida no mapa da galáxia (por exemplo, buracos negros, cometas, pulsares). O add-on também incluiu novos heróis e melhorias no modo multijogador.[13]
- Lights of Polaris: lançado em 19 de dezembro de 2012, o terceiro add-on grátis para Endless Space adicionou uma nova Maravilha com tema natalino chamado "The Polaris Factory", um novo herói baseado em Ebeneezer Scrooge, bem como vários aprimoramentos de combate, correções e novas conquistas do Steam.[14]
- Virtual Awakening: lançado em 11 de março de 2013, o quarto complemento adiciona novos heróis, tecnologias, melhorias no sistema estelar, eventos de exploração, eventos aleatórios, novas anomalias, avisos de vitória e recursos de sucata automática, entre outras correções de jogabilidade.[15]
- Disharmony: Lançado em 26 de junho de 2013, o primeiro conteúdo pago para download, Disharmony apresenta uma nova facção - a Harmony. O DLC também inclui novos tipos de naves, incluindo bombardeiros e caças, um design de interface de naves revisado, formações de batalha, um novo sistema de mira, sistemas de armas redesenhados e novas mecânicas de invasão.[16]
- The Search for Auriga : lançado em 14 de novembro de 2013, este é o primeiro add-on gratuito para Disharmony. Ele adiciona dois novos Heróis, uma nova Maravilha, um Planeta exclusivo e outras melhorias e correções de jogabilidade. Este foi o último conteúdo adicional produzido pela Amplitude para Endless Space.[17]

## Recepção
Endless Space foi recebido positivamente pelos críticos, com uma pontuação agregada de 77/100 no Metacritic. O IGN elogiou o jogo por sua acessibilidade e valor de repetição, enquanto criticava os recursos de som e dicas pouco claras para jogadores mais novos. A GameSpy deu ao Endless Space uma avaliação de 3,5/5 estrelas, elogiando a interface do usuário, mas criticando o jogo por falta de personalidade.
O jogo também foi indicado para 5 prêmios pela Unity Technologies. Endless Space ganhou os prêmios Golden Cube e Community Choice na cerimônia Unite 2013.

## Sequência
O segundo jogo da série, Endless Space 2, foi anunciado em 30 de julho de 2015 e lançado em 18 de maio de 2017.